# Hôtel de Bonald
Pour les articles homonymes, voir Bonald (homonymie).
L'hôtel de Bonald est un hôtel particulier situé place cardinal de Bonald, au Vigan (France), qui est le presbytère catholique de la ville.

## Historique
L'hôtel de Bonald est l'un des plus imposants de la ville du Vigan : sa cage d'escalier, majestueuse et vaste n'occupe pas moins d'un tiers du volume total du bâtiment ! Sa rampe en fer forgé date de 1740. C'est un ouvrage remarquable de ferronnerie cévenole.
Les pièces de l'étage noble ont conservé plusieurs éléments intéressants : cheminées en marbre, gypseries, portes à panneaux moulurés...
Le célèbre philosophe et penseur Louis de Bonald y séjourna à de nombreuses reprises avant qu'un de ses fils, Henri de Bonald, épouse mademoiselle Vivens de Ladoux qui apporta la demeure par héritage.
Le hall et la cage d'escalier sont en accès libre.

## Propriétaires successifs
- Famille Vivens de Ladoux
- Famille de Bonald
- Paroisse catholique